# Casas
Casas là một đô thị thuộc bang Tamaulipas, México. Năm 2005, dân số của đô thị này là 4123 người.